# Giennadij Aleksienko
Giennadij Wasiljewicz Aleksienko (ros. Геннадий Васильевич Алексенко, ur. 3 kwietnia 1906 w Astrachaniu, zm. 22 listopada 1981 w Moskwie) – minister przemysłu środków łączności ZSRR (1947–1953).

## Życiorys
W 1930 ukończył Moskiewski Instytut Energetyczny, w latach 1930–1937 pracował w Moskiewskiej Fabryce Transformatorów jako inżynier, starszy inżynier laboratorium, I zastępca szefa odlewni i główny inżynier. Od 1940 członek WKP(b), 1940–1941 szef Głównego Zarządu Przemysłu Elektro-Aparatowego i Budowy Przyborów Elektrycznych Ludowego Komisariatu Przemysłu Elektrycznego ZSRR, jednocześnie członek Kolegium Ludowego Komisariatu Przemysłu Elektrycznego ZSRR, 1941–1942 szef Wydziału II Ludowego Komisariatu Przemysłu Elektrycznego ZSRR, od 1942 do marca 1947 zastępca ludowego komisarza/ministra przemysłu elektrycznego ZSRR. Od marca do lipca 1947 zastępca przewodniczącego Komitetu ds. Wynalazków i Odkryć przy Radzie Ministrów ZSRR, od 30 maja 1947 do 5 marca 1953 minister przemysłu środków łączności ZSRR, od 14 października 1952 do 14 lutego 1956 zastępca członka KC KPZR. W 1953 członek Kolegium Ministerstwa Elektrowni i Przemysłu Elektrycznego ZSRR, w latach 1953–1955 szef wydziału Ministerstwa Budowy Maszyn Średnich ZSRR, 1955–1957 zastępca przewodniczącego Państwowego Komitetu Rady Ministrów ZSRR ds. Nowej Techniki, 1957–1961 zastępca przewodniczącego Komitetu Naukowo-Technicznego Rady Ministrów ZSRR. W latach 1961–1965 zastępca przewodniczącego Państwowego Komitetu Rady Ministrów ZSRR ds. Koordynacji Prac Naukowo-Badawczych, 1965–1980 zastępca przewodniczącego Państwowego Komitetu ZSRR ds. Nauki i Techniki, od listopada 1980 na emeryturze. Dwukrotny laureat Nagrody Stalinowskiej (1943 i 1953).